# Pierre Hesselbrandt
Pierre Albert Rudolf Hesselbrandt, född 5 januari 1972 i Gävle, är ett svenskt medium.
Pierre Hesselbrandt har ofta anlitats som medium i programserien Det Okända. Han har också haft en egen frågespalt i tidningen Nära.
I december 2018 publicerades hans första bok under titeln Andra sidan. Han har därefter utgivit ytterligare två böcker, Medial insikt: upptäck din förmåga (2021) och Mediala barn: bejaka ungas förmågor (2022). Hesselbrandt deltog i säsong 6 av tv-serien Spökjakt (2024).